# Томас Еневольдсен
Томас Еневольдсен (дан. Thomas Enevoldsen, нар. 27 липня 1987, Ольборг) — данський футболіст, півзахисник американського «Орандж Каунті». Грав за національну збірну Данії.

## Клубна кар'єра
У дорослому футболі дебютував 2005 року виступами за команду клубу «Ольборг», в якій провів чотири сезони, взявши участь у 78 матчах чемпіонату. 
Своєю грою за цю команду привернув увагу представників тренерського штабу нідерландського «Гронінгена», до складу якого приєднався 2009 року. Відіграв за команду з Гронінгена наступні три сезони своєї ігрової кар'єри. Більшість часу, проведеного у складі «Гронінгена», був основним гравцем команди.
Протягом 2012—2014 років грав у Бельгії, де захищав кольори команди клубу «Мехелен».
До складу «Ольборга» повернувся 2014 року на умовах оренди, а за рік уклав з рідним клубом повноцінний контракт. Захищав його кольори до 2017 року, коли перейшов до нідерландського «НАК Бреда».
З 2018 року грає у США.

## Виступи за збірні
2004 року дебютував у складі юнацької збірної Данії, взяв участь у 10 іграх на юнацькому рівні.
Протягом 2006–2008 років залучався до складу молодіжної збірної Данії. На молодіжному рівні зіграв у 16 офіційних матчах.
2009 року дебютував в офіційних матчах у складі національної збірної Данії. Протягом наступних трьох років провів у формі головної команди країни 11 матчів, забивши 1 гол. У складі збірної був учасником чемпіонату світу 2010 року у ПАР, де взяв участь в одній грі.